# Deutsche Poolbillard-Meisterschaft 1996 (Damen)
Die Deutsche Poolbillard-Meisterschaft 1997 war die 16. Austragung zur Ermittlung der nationalen Meistertitel der Damen in der Billardvariante Poolbillard. Es wurden die Deutschen Meisterinnen in den Disziplinen 14/1 endlos, 8-Ball, 9-Ball ermittelt. Alle Turniere fanden in Stolberg statt.

## Medaillengewinner
| Disziplin    | Gold                             | Silber                           | Bronze                       | Bronze                         |
| ------------ | -------------------------------- | -------------------------------- | ---------------------------- | ------------------------------ |
| 14/1 endlos  | Michaela Rank (Frankenthal)      | Franziska Stark (PBC Oftersheim) | Daniela Husseneder (München) | Birgit Reimann (Bremen 1860)   |
| 8-Ball       | Franziska Stark (PBC Oftersheim) | Sylvia Buschhüter (München)      | Birgit Reimann (Bremen 1860) | Ilona Bernhard (Bad Kreuznach) |
| 9-Ball       | Sylvia Buschhüter (München)      | Michaela Rank (Frankenthal)      | Sabine Kamplade (Hannover)   | Karin Mayet (BSV München)      |
| 8-Ball-Pokal | Trixi Schulz (BC Alsdorf)        | Daniela Benz (Wiesloch)          | Susanne Wessel (Castrop)     | Martina Hempel                 |